# Министерство обороны Кыргызстана
Министерство обороны Кыргызстана, официальное наименование Министерство обороны Кыргызской Республики (кирг. Кыргыз Республикасынын Коргоо министрлиги), в 2015—2021 годах Государственный комитет по делам обороны Кыргызской Республики (кирг. Кыргыз Республикасынын Мамлекеттик коргоо иштери боюнча комитети) — министерство при Правительстве Кыргызской Республики, являющееся центральным исполнительным органом, ведающим вопросами обороны, реализующим государственную политику и осуществляющим межотраслевую координацию в области обороны, а также осуществляющим всестороннее обеспечение деятельности Генерального штаба Вооружённых сил Кыргызской Республики.
Министерство обороны фактически появилось в 1992 году, когда был образован Государственный комитет Республики Кыргызстан по делам обороны. В форме министерства оно существовало в 1993—2015 годах, пока его не заменил образованный Государственный комитет по делам обороны, однако было воссоздано 1 февраля 2021 года.

## История
13 января 1992 года Указом президента Кыргызстана Аскара Акаева, был создан Государственный комитет Республики Кыргызстан по делам обороны, его сформирование прошло на основе 17-го армейского корпуса (17 ак) ВС Союза ССР.
При этом некоторыми экспертами отмечается что создание как самих Вооружённых сил Кыргызстана, так и органа по управлению вооружёнными силами, происходило не по причине военно-политической ситуации в регионе, а исключительно из необходимости располагать подобным атрибутом государственности. Однако к 1993 году изменившаяся ситуация в регионе показала своевременность создания оборонной государственной структуры.
В 1993 году Государственный комитет по делам обороны Кыргызской Республики был переименован в Министерство обороны Кыргызской Республики.
В соответствии с разработанной нормативно-правовой базой были обозначены полномочия Министерства обороны и Главного штаба вооружённых сил на тот исторический период:
Министерство обороны решал следующие задачи:
- реализация политики в области строительства вооружённых сил в соответствии с решениями высших органов государственной власти;
- разработка планов применения Вооружённых сил и планов по мобилизации;
- разработка плана оперативного оборудования территории страны в интересах обороны;
- выполняет оперативное управление войсками;
- поиск источников внебюджетного финансирования и материально-технического обеспечения войск по линии международного сотрудничества;

Главный штаб вооружённых сил выполнял функции основного органа оперативного управления войсками и разработки планов применения вооружённых сил. Главный штаб отвечает за взаимодействие со штабами Пограничных войск, Внутренних войск, Национальной гвардии и Войск гражданской обороны.
В марте 1999 года охрана границы Кыргызстана с Китаем была передана от Федеральной пограничной службы Российской Федерации в ведение Министерства обороны Кыргызстана и Службу национальной безопасности (СНБ), в связи с чем в этих ведомствах были созданы соответствующие структуры Главное пограничное управлении Министерства обороны и Главное управление пограничного контроля СНБ, которые располагались в Бишкеке. В связи с обострением ситуации на юге Кыргызстана летом 1999 года (Баткенские события), в 2001 году данные управления были передислоцированы в город Ош.
В сентябре 2002 года вышел указ президента Кыргызстана «О Пограничной службе Кыргызской Республики», согласно которому Главное пограничное управление Министерства обороны и Главное управление пограничного контроля Службы национальной безопасности были выведены из состава вышестоящих ведомств и были объединены в Пограничную службу Кыргызстана. Также в 2002 году прошла реформа Министерства обороны, задачей которого являлось создание горно-стрелковых частей и соединений общей численностью 18 000 человек.
В феврале 2014 года на основе Главного штаба Вооружённых сил был создан Генеральный штаб Вооружённых сил. Отличием от предшественника стало расширение полномочий. По существу военной реформы проведённой президентом Кыргызской Республики Атамбаевым Алмазбеком, Начальник Генерального штаба перешёл из подчинения Министру обороны в непосредственное подчинение главе государства. Руководство и координация всех составляющих вооружённых сил перешла к Начальнику Генерального штаба. За Министерством обороны остались функции всестороннего обеспечения Вооружённых сил и обеспечения деятельности Генерального штаба.
По мнению киргизских экспертов, данная военная реформа 2015 года создала ситуацию крайне отличающую военное ведомство Кыргызстана от других государств. Председатель Государственного комитета по делам обороны (прежнее название должности — министр обороны) фактически перешёл в подчинение Начальнику Генерального штаба и не управляет вооружёнными силами. Управление вооружёнными силами осуществляемое Генеральным штабом, противоречит Конституции Кыргызской Республики, поскольку не закреплено в данном документе.
В ноябре 2015 года Министерство обороны было переименовано в Государственный комитет по делам обороны, однако 1 февраля 2021 года президент Кыргызской Республики Садыр Жапаров заявил о подписании указа об образовании Министерства обороны на базе Государственного комитета по делам обороны и Генерального штаба Вооруженных сил.

## Структура
Министерство обороны Кыргызстана возглавляется министром обороны: пост занимает генерал-лейтенант Бактыбек Бекболотов с 6 сентября 2021 года.
Государственный комитет обороны в организационном плане был представлен главными управлениями, управлениями и отделами. Ему были подчинены:
- воинские части и учреждения материально-технического снабжения;
- военно-подсобные хозяйства;
- военные представительства;
- военно-учебные учреждения;
- учреждения местного военного управления;
- военно-лечебные учреждения;
- государственные предприятия.